# Liste der Naturdenkmale in Emmerzhausen
Die Liste der Naturdenkmale in Emmerzhausen nennt die im Gemeindegebiet von Emmerzhausen ausgewiesenen Naturdenkmale (Stand 15. Februar 2024).

## Naturdenkmale
| Nr.         | Bezeichnung  | Lage                                             | Beschreibung                                            | Bild                          |
| ----------- | ------------ | ------------------------------------------------ | ------------------------------------------------------- | ----------------------------- |
| ND-7132-374 | Trödelsteine | nordöstlich des Ortes; Distrikt Trödelstein Lage | flächenhaftes Naturdenkmal, ca. 0,3 ha; Basaltformation | mehr Fotos \| Fotos hochladen |